# Xanthophyceae
Tribophyceae · Xanthophycées, Tribophycées
Classe
Synonymes
- Tribophyceae Cavalier-Smith, 1993
- Heterokontae Luther, 1899

Les Xanthophyceae ou Tribophyceae sont une classe d’algues unicellulaires de l’embranchement des Ochrophyta. Elles sont donc apparentées aux algues brunes, quoique de couleur vert-jaune, généralement d'eau douce, se déplaçant grâce à deux flagelles inégaux ou en émettant des pseudopodes, telle que Vaucheria.

## Étymologie
Du grec, xanthos, jaune, et phûkos, algue. 

## Liste des ordres
Selon AlgaeBase (13 jan. 2022)
- Botrydiales Schaffner
- Chloramoebales Fritsch
- Heterogloeales Fott ex P.C.Silva
- Mischococcales F.E.Fritsch
- Pleurochloridellales Ettl
- Rhizochloridales Pascher
- Tribonematales Pascher
- Vaucheriales Blackman & Tansley

Selon ITIS (13 janvier 2022) :
- Chloramoebales
- Eustigmatophyceae
- Heterogloeales
- Mischococcales
- Rhizochloridales
- Tribonematales
- Vaucheriales

Selon NCBI (13 janvier 2022) :
- Botrydiales Botryidiales
- Mischococcales
- Tribonematales
- Vaucheriales